# Itesiwaju
Itesiwaju è una delle trentatré aree a governo locale (local government areas) in cui è suddiviso lo stato di Oyo, nella Repubblica Federale della Nigeria.
Si estende su una superficie di 1514 km² e conta una popolazione di  128.652 abitanti.